# Heinrich Schacht (Ornithologe)

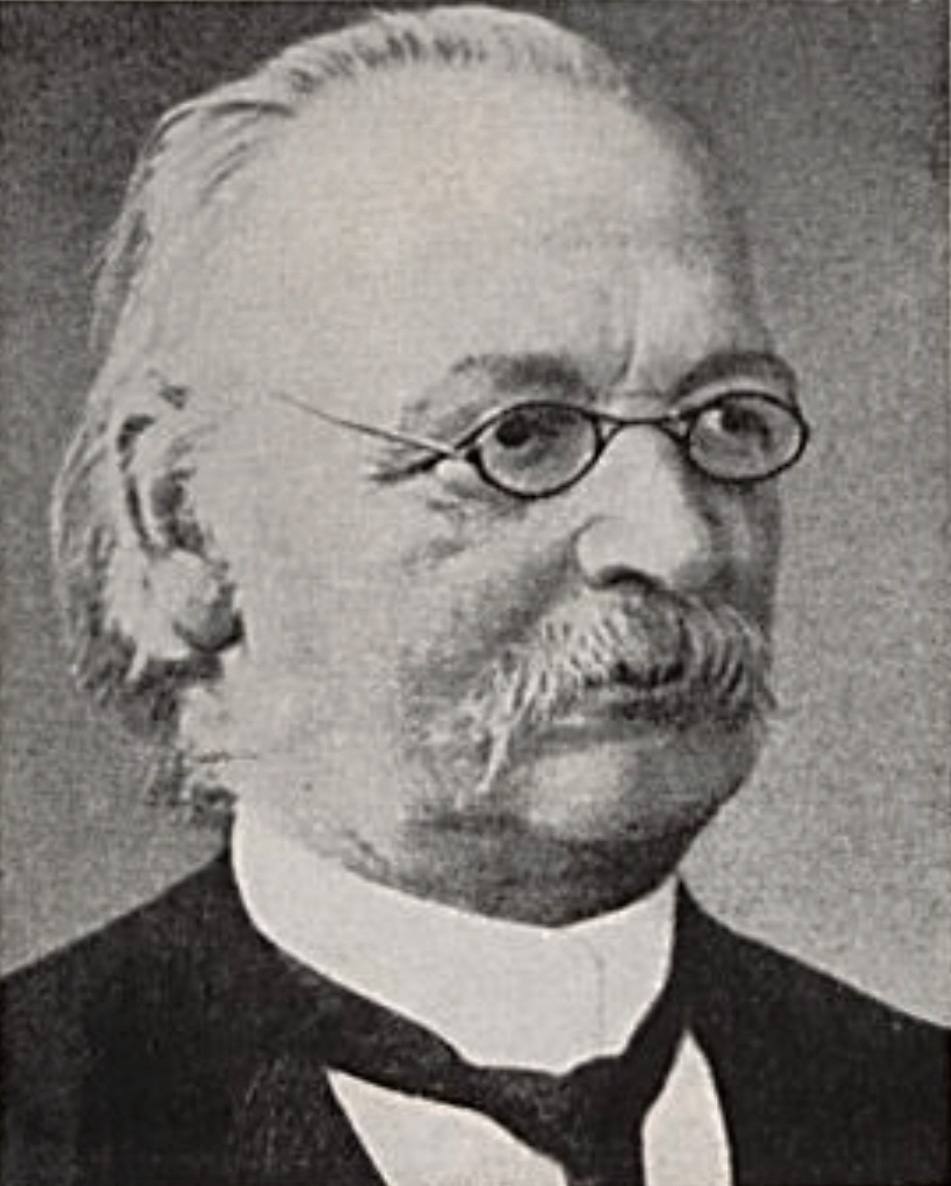
Heinrich Schacht

Heinrich Schacht (* 26. Januar 1840 in Lemgo; † 8. Februar 1912 in Jerxen/Detmold) war ein deutscher Pädagoge und Vogelkundler.

## Leben
Sein Vater arbeitete als Drechslermeister. Früh interessiert sich Schacht für die Vogelwelt. Er besucht die Volksschule Lemgo und ab 1855 das Lehrerseminar in Detmold. Hier wurde er von Carl Weerth (Gründer des Landesmuseums in Detmold) unterrichtet und gefördert. 1857 Abgangsprüfung, Hilfslehrer an der Kantorschule Oerlinghausen; 1858 bis 1865 Lehrer in Lieme, 1865 bis 1890 Lehrer in Veldrom. Erste wissenschaftliche Vorträge ab 1870 über die Vogelwelt Lippes vor dem Naturwissenschaftlichen Verein für  Lippe. 
Ab 1890 bis 1912 war er Hauptlehrer an der damals neu gegründeten Jerxer-Schule (Jerxen bei Detmold). 1892 war Schacht für 93 Schüler zuständig (44 Mädchen, 49 Knaben). 1902 besuchten 102 Schülerinnen und Schüler die Schule. 1909 erhielt Schacht zur Unterstützung einen Nebenlehrer, August Räker. Die damalige Elementarschule besteht noch heute als Grundschule und trägt den Namen Oetternbachschule. 
Schacht war Vorstandsmitglied der Zoologischen Sektion und verfasste Artikel in den Zeitschriften Ornithologische Monatsschrift und Der Zoologische Garten. Er engagierte sich im Lippischen Lehrerverein, war langjähriges Mitglied als auch Vorsitzender des Lippischen Vereins für Tierschutz. Er verfasste Gedichte, auch auf Lippisch Platt. Ab 1891 bis etwa 1912 leitete er den Männergesangverein "Arion" in Jerxen-Orbke (heute:  Männer- und Frauenchor "Arion" Jerxen-Orbke).
Aus Gesundheitsgründen musste er sein Amt als Dirigent niederlegen. Kurze Zeit später verstarb er. Sein Kollege, Gustav Wolff, schrieb in der Ornithologischen Monatsschrift einen Nachruf für Heinrich Schacht.

## Werke
- Die Baukünste unserer Vögel. (Der Zool. Garten 10.1969)
- Der Hirschschröter <Lucanus cervus> als Vogelmörder. (Der Zool. Garten 11.1870)
- Der Zug der Vögel. <Mit Berücksichtigung d. Vogelzuges im Jahre 1872> (Der Zool. Garten 14.1873)
- Die Vogelwelt des Teutoburgerwaldes. Detmold: Meyer, 1877 (LLB Detmold)
- Die regulären Wandervögel des Teutoburger Waldes (Der Zool. Garten 20.1879)
- Die Geburtshelferkröte (Der Zool. Garten 21.1880)
- Wachtelkönig <Crex pratensis> im Stalle. (Der Zool. Garten 25.1884)
- Die Feinde unserer Singvögel. (Der Zool. Garten 25.1884)
- Fang eines Siebenschläfers <Myoxus glis> (Der Zool. Garten 25.1884)
- Die Raubsäugertiere des Teutoburger Waldes. (Der Zool. Garten 28.1887; 31.1890; 32.1891; 33.1892)
- Das erste Storchennest in Lippe. [1855] (LippBlHeim. 2.1901)
- Ende des Mufflons <Ovis tragelaphus> im Teutoburger Walde. (Der Zool. Garten 45.1904)